# Bode Deuren-Shimano
Bode Deuren-Shimano war ein niederländisches Radsportteam, das nur 1978 bestand.

## Geschichte
Das Team wurde 1978 von Henk Koopmans gegründet. Neben den Erfolgen konnte noch Platz 3 bei der Kaistenberg-Rundfahrt, Platz 4 beim Meiprijs, Platz 9 bei Dwars door Vlaanderen und zahlreiche Siege in Kriterien erreicht werden. Nach der Saison 1978 löste sich das Team auf.
Hauptsponsor war ein niederländischer Türenhersteller welcher von Teun Muisgeführt wurde.

## Erfolge

### Straße
1978
- eine Etappe Luxemburg-Rundfahrt
- eine Etappe Olympia’s Tour
- Circuit de Lorraine
- Maaslandse Pijl

### Bahn
- Sechstagerennen London
- Sechstagerennen Hering
- Sechstagerennen Kopenhagen
- Niederländischer Meister – Scratch
- Niederländischer Meister – Dernyrennen
- Niederländischer Meister – Steherrennen
- Deutscher Meister – Steherrennen
- Weltmeisterschaft – Dernyrennen (hinter Bruno Walrave)

## Wichtige Platzierungen
| Grand Tour            | 1978 |
| --------------------- | ---- |
| Vuelta a EspañaVuelta | 62   |

| Monument           | 1978 |
| ------------------ | ---- |
| Flandern-Rundfahrt | 44   |
| Paris–Roubaix      | 19   |

## Bekannte Fahrer
- Wilfried Reybrouck (1978)
- Horst Schütz (1978)
- Serge Demierre (1978)
- Cees Stam (1978)
- Cees Bal (1978)